# منتخب رومانيا لاتحاد الرغبي للسيدات
منتخب رومانيا لاتحاد الرغبي للسيدات هو ممثل رومانيا الرسمي في المنافسات الدولية في اتحاد الرغبي في فئة رياضة نسوية. تأسس في 11 أبريل 2007.